# Valenciennea limicola
Valenciennea limicola és una espècie de peix de la família dels gòbids i de l'ordre dels perciformes.

## Morfologia
- Els mascles poden assolir 6,2 cm de longitud total.[4][5]

## Hàbitat
És un peix de clima tropical i demersal.

## Distribució geogràfica
Es troba a Fiji, Tailàndia i Bali (Indonèsia).

## Observacions
És inofensiu per als humans.